# Балтійська республіканська партія
Балті́йська республіка́нська па́ртія, Калінінградський регіональний громадський рух «Республіка» (рос. Балтийская республиканская партия) — політична партія в Калінінградській області Російської Федерації. Чисельність партії — понад 500 членів (станом на 2005 рік). Координатор партії Вадім Петров є постійним спікером Форуму Вільних Народів Постросії

## Історія
Балтійська республіканська партія зареєстрована у відділі юстиції Калінінградської області 1 грудня 1993 року за реєстраційним свідоцтвом № 156.
У 2000 році кількість членів БРП нараховувала 97 чоловік.
26 червня 2003 року партія була розпущена рішенням Конституційного суду Російської Федерації, внаслідок чого продовжила свою діяльність під офіційною назвою «Калінінградський регіональний громадський рух «Республіка» (варіант практично не використовується).
Програмна заява партії прийнята на з'їзді 21 лютого 2005 року.

## Ідеологія
За своєю ідеологією БРП є опозиційною партією до правлячого режиму в Росії, оскільки для неї характерними є демократичні принципи:
- Створення Балтійської Республіки — широкої автономії на території колишньої Східної Пруссії з правом повного відокремлення.
- Спрощення візового режиму з країнами Європейського Союзу для жителів Калінінградської області.
- Повернення Калінінграду історичної назви — Кенінгсберг, та декомунізація назв інших населених пунктів області.
- Демократизація виборчого процесу в Росії шляхом протистояння диктатурі партії «Єдина Росія».
- Захист прав людини та спротив свавіллю поліції.

## Діяльність
Внаслідок переслідувань з боку влади значна кількість членів БРП проживає за кордоном на правах політичного притулку.
Члени Балтійської республіканської партії проводять одиничні пікети під органами місцевої влади, калінінградськими консульствами інших країн — Латвії, Литви, Польщі, Німеччини (кампанія «Калінінград — в'язень Європи»).
За кордоном БРП провела пікети в Брюсселі та Мальме. Налагоджені контакти з німецькою громадою колишніх мешканців Східної Пруссії.
Щороку в квітні члени Балтійської республіканської партії вшановують пам'ять Іммануїла Канта на його могилі в Калініграді.

## Символіка
Балтійська республіканська партія використовує власний прапор — російський триколор з накладеною на нього золотою розою вітрів. Крім того, партією широко використовується історичний червоно-біло-червоний прапор Кенігсберга із зображенням чорного орла.
Неофіційним гімном БРП є «Куплети тореадора» з опери Жоржа Бізе «Кармен».